# Université de la Méditerranée Aix-Marseille II
L'université Aix-Marseille II ou université de la Méditerranée est à partir de 1971 l'une des trois universités communes à Aix-en-Provence et Marseille avant leur unification en 2012 au sein de l'université d'Aix-Marseille. Elle comptait 24 000 étudiants.

## Historique

### L'ancienne université
En 1409, Louis II de Provence crée une université à Aix-en-Provence. Comme partout en France, celle-ci est dissoute en 1791 : les facultés dispersées sur les deux villes sont autonomes. Le 21 avril 1881 l'École de médecine de Marseille s'implante dans le palais du Pharo par décision du conseil municipal.

### Création d'universités interdisciplinaires et développements
La loi Faure de 1968 regroupe les facultés au sein de nouvelles universités : en 1971 deux universités sont établies à Aix-Marseille, puis une troisième en 1973.
En 1994 l'université Aix-Marseille II prend le nom d'Université de la Méditerranée, et en juin 2000 celui d'« université de la Méditerranée (Aix-Marseille II) ».
Les trois universités entament un processus de rapprochement au sein du PRES Aix-Marseille Université à partir de 2007. Ce processus aboutit à la réunification des trois universités, celle-ci devenant effective au 1er janvier 2012 avec la création d'un établissement public à caractère scientifique, culturel et professionnel, dénommé « université d'Aix-Marseille », regroupant les universités Aix-Marseille-I, Aix-Marseille-II et Aix-Marseille-III

### Présidence
| Identité                              | Période       | Période     | Durée              |
| Identité                              | Début         | Fin         | Durée              |
| ------------------------------------- | ------------- | ----------- | ------------------ |
| Henri Gastaut, (1915 - 1995)          | 1971          | 1979        | 8 ans              |
| Georges Serratrice (d), (1927 - 2019) | 1979          | 1989        | 10 ans             |
| Claude Mercier (d) (1932 - 2022)      | 1989          | 1994        | 5 ans              |
| Maurice Toga, (1927 - 1989)           | 17 avril 1989 | 2 août 1989 | 3 mois et 16 jours |
| Didier Raoult (né en 1952)            | 1994          | 1999        | 5 ans              |
| Michel Laurent (né en 1953)           | 1999          | 2004        | 5 ans              |
| Yvon Berland (né en 1951)             | 2004          | 2012        | 8 ans              |

## Liste des composantes de l'université de la Méditerranée Aix-Marseille II

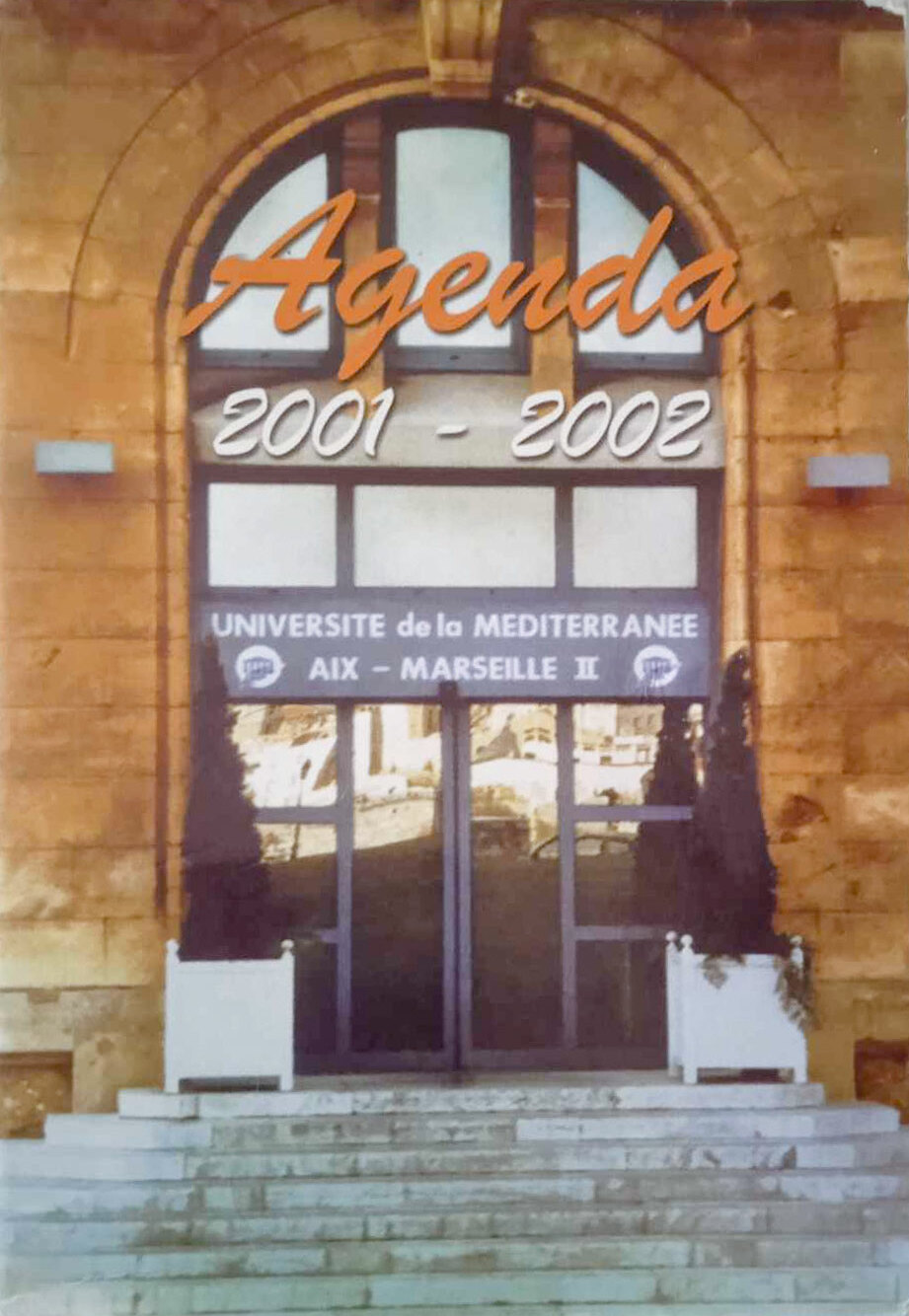
Agenda de l'année universitaire 2001-2002 de l'Université de la Méditerranée Aix-Marseille II.

- Secteur Santé
  - UFR de médecine de Marseille
  - UFR de pharmacie de Marseille
  - UFR d'odontologieAgenda de l'année universitaire 2001-2002 de l'Université de la Méditerranée Aix-Marseille II.
- Secteur Sciences
  - Centre d'océanologie de Marseille
  - Faculté des Sciences de Luminy
  - UFR des sciences du sport
  - École supérieure d'ingénieurs de Luminy
- Secteur Sciences de l'Homme, de la Société et des Techniques
  - Institut de mécanique de Marseille (IM2) : il s'agit d'une UFR dérogatoire article L713-9, situé dans le Centre Inter universitaire de Mécanique et de Technologie Mécanique UNIMECA au cœur du technopôle de Château-Gombert. Lié aux laboratoires UMR 6594 (IRPHE), UMR 6595 (IUSTI), UMR 6181(M2P2), UPR 7051 (LMA), l'Institut de Mécanique de Marseille gère le master Mécanique Physique Ingénierie cohabilité entre les 3 universités d'Aix-Marseille et l'École Centrale de Marseille, les doctorats et les habilitations à diriger les recherches ainsi qu'une licence professionnelle "ingénierie des produits composites".
  - UFR des sciences économiques et de gestion
  - École de journalisme et de communication de Marseille
  - Institut universitaire de technologie
  - Institut régional du travail social

## Enseignement et recherche

### Scientométrie
L'université de la Méditerranée est classée 273e au classement de Shanghaï effectué en 2008 par la Jiao Tong University de Shanghai. Elle y occupe une place dans la fourchette 80-124 des meilleures universités européennes et 8-14 des meilleures universités françaises. Elle est classée 2 004e au classement du Ranking Web of World Universities qui a classé, en 2008, 6 000 écoles et universités au niveau mondial en fonction du volume et de la qualité de leurs publications électroniques.
L'université de la Méditerranée accueille depuis janvier 2008 l'Institut des hautes études sur les Nations unies. Ces deux institutions collaborent dans le cadre du diplôme universitaire Affaires humanitaires et coopération internationale.

## Vie étudiante

### Évolution démographique
| 2000   | 2001   | 2002   | 2003   | 2004   | 2005   | 2006   | 2007   | 2008   |
| ------ | ------ | ------ | ------ | ------ | ------ | ------ | ------ | ------ |
| 19 437 | 19 088 | 19 698 | 20 193 | 20 921 | 20 748 | 20 991 | 20 762 | 20 215 |

| 2009   | 2010   | - | - | - | - | - | - | - |
| ------ | ------ | - | - | - | - | - | - | - |
| 20 486 | 20 815 | - | - | - | - | - | - | - |

## Personnalités liées
Enseignants
- Yvon Berland, membre du conseil d'administration de la Conférence des présidents d'université.

Étudiants
- Jean-Louis Caccomo